# Abraham z Arazd
Abraham z Arazd (zm. 455, Persja) – jeden z Męczenników Leontyńskich, diakon.
Zamordowany w grupie męczenników ormiańskich z rozkazu króla Jazdegarda II w roku 455. Był towarzyszem patriarchy ormiańskiego Józefa z Armenii i Leoncjusza z Vanad, kapłana.

## Kult
Czczony jako święty męczennik w Apostolskim Kościele Ormiańskim. Wyznawcy tego obrządku obchodzą wspomnienie liturgiczne Męczenników Leontyńskich we wtorek po drugiej niedzieli przed Środą Popielcową. Jest jednym z patronów kleru ormiańskiego.